# Isidora Jiménez
Isidora Jiménez (ur. 10 sierpnia 1993 w Concepción) – chilijska lekkoatletka, sprinterka, medalistka mistrzostw Ameryki Południowej na szczeblu seniorskim, młodzieżowym i juniorskim, rekordzistka kraju w biegu na 200 metrów.

## Osiągnięcia
| Rok  | Impreza                                     | Miejsce             | Konkurencja             | Lokata     | Wynik   |
| ---- | ------------------------------------------- | ------------------- | ----------------------- | ---------- | ------- |
| 2008 | Mistrzostwa Ameryki Płd. juniorów młodszych | Lima                | sztafeta szwedzka       | 2. miejsce | 2:16,41 |
| 2010 | Mistrzostwa Ameryki Płd. juniorów młodszych | Santiago            | bieg na 100 metrów      | 1. miejsce | 11,92   |
| 2010 | Mistrzostwa Ameryki Płd. juniorów młodszych | Santiago            | bieg na 200 metrów      | 1. miejsce | 24,30   |
| 2011 | Mistrzostwa Ameryki Południowej             | Buenos Aires        | bieg na 200 metrów      | 7. miejsce | 24,56   |
| 2011 | Mistrzostwa Ameryki Południowej             | Buenos Aires        | sztafeta 4 × 100 metrów | 3. miejsce | 46,42   |
| 2011 | Mistrzostwa Ameryki Południowej             | Buenos Aires        | sztafeta 4 × 400 metrów | 3. miejsce | 3:49,51 |
| 2012 | Mistrzostwa świata juniorów                 | Barcelona           | bieg na 200 metrów      | półfinał   | 23,59   |
| 2012 | Młodzieżowe mistrzostwa Ameryki Płd.        | São Paulo           | bieg na 200 metrów      | 2. miejsce | 23,63   |
| 2012 | Młodzieżowe mistrzostwa Ameryki Płd.        | São Paulo           | sztafeta 4 × 100 metrów | 1. miejsce | 45,61   |
| 2012 | Młodzieżowe mistrzostwa Ameryki Płd.        | São Paulo           | sztafeta 4 × 400 metrów | 2. miejsce | 3:42,25 |
| 2013 | Mistrzostwa Ameryki Południowej             | Cartagena de Indias | bieg na 200 metrów      | 4. miejsce | 23,34   |
| 2013 | Mistrzostwa Ameryki Południowej             | Cartagena de Indias | sztafeta 4 × 100 metrów | 4. miejsce | 45,53   |
| 2013 | Mistrzostwa świata                          | Moskwa              | bieg na 200 metrów      | eliminacje | 24,06   |
| 2013 | Igrzyska boliwaryjskie                      | Trujillo            | sztafeta 4 × 100 metrów | 4. miejsce | 45,31   |
| 2013 | Igrzyska boliwaryjskie                      | Trujillo            | sztafeta 4 × 400 metrów | 3. miejsce | 3:41,74 |
| 2014 | Igrzyska Ameryki Południowej                | Santiago            | bieg na 100 metrów      | 5. miejsce | 11,76   |
| 2014 | Igrzyska Ameryki Południowej                | Santiago            | bieg na 200 metrów      | 5. miejsce | 24,04   |
| 2014 | Igrzyska Ameryki Południowej                | Santiago            | sztafeta 4 × 100 metrów | 2. miejsce | 45,09   |
| 2014 | Młodzieżowe mistrzostwa Ameryki Płd.        | Montevideo          | bieg na 200 metrów      | 2. miejsce | 23,72   |
| 2014 | Młodzieżowe mistrzostwa Ameryki Płd.        | Montevideo          | sztafeta 4 × 100 metrów | 3. miejsce | 46,80   |
| 2015 | Mistrzostwa Ameryki Południowej             | Lima                | bieg na 100 metrów      | 2. miejsce | 11,51   |
| 2015 | Mistrzostwa Ameryki Południowej             | Lima                | bieg na 200 metrów      | 2. miejsce | 23,38   |
| 2015 | Mistrzostwa Ameryki Południowej             | Lima                | sztafeta 4 × 100 metrów | 3. miejsce | 44,83   |
| 2015 | Igrzyska panamerykańskie                    | Toronto             | bieg na 100 metrów      | półfinał   | 11,37w  |
| 2015 | Igrzyska panamerykańskie                    | Toronto             | bieg na 200 metrów      | półfinał   | 22,96   |
| 2015 | Igrzyska panamerykańskie                    | Toronto             | sztafeta 4 × 100 metrów | eliminacje | 45,38   |
| 2015 | Mistrzostwa świata                          | Pekin               | bieg na 100 metrów      | eliminacje | 11,47   |
| 2015 | Mistrzostwa świata                          | Pekin               | bieg na 200 metrów      | eliminacje | 23,22   |
| 2016 | Mistrzostwa ibero-amerykańskie              | Rio de Janeiro      | bieg na 100 metrów      | 4. miejsce | 11,37   |
| 2016 | Mistrzostwa ibero-amerykańskie              | Rio de Janeiro      | bieg na 200 metrów      | 4. miejsce | 23,34   |
| 2016 | Mistrzostwa ibero-amerykańskie              | Rio de Janeiro      | sztafeta 4 × 100 metrów | 6. miejsce | 45,09   |
| 2016 | Igrzyska olimpijskie                        | Rio de Janeiro      | bieg na 200 metrów      | eliminacje | 23,29   |
| 2017 | Mistrzostwa Ameryki Południowej             | Asunción            | bieg na 200 metrów      | 5. miejsce | 23,37w  |
| 2017 | Mistrzostwa świata                          | Londyn              | bieg na 200 metrów      | eliminacje | 23,89   |
| 2017 | Uniwersjada                                 | Tajpej              | bieg na 200 metrów      | półfinał   | 24,31   |
| 2018 | Halowe mistrzostwa świata                   | Birmingham          | bieg na 60 metrów       | eliminacje | 7,38    |
| 2018 | Igrzyska Ameryki Południowej                | Cochabamba          | bieg na 100 metrów      | 5. miejsce | 11,33   |
| 2018 | Igrzyska Ameryki Południowej                | Cochabamba          | bieg na 200 metrów      | 4. miejsce | 23,13   |
| 2018 | Igrzyska Ameryki Południowej                | Cochabamba          | sztafeta 4 × 400 metrów | 2. miejsce | 3:33,42 |
| 2019 | Mistrzostwa Ameryki Południowej             | Lima                | bieg na 100 metrów      | 4. miejsce | 11,68   |
| 2019 | Mistrzostwa Ameryki Południowej             | Lima                | bieg na 200 metrów      | –          | DNS     |
| 2019 | Igrzyska panamerykańskie                    | Lima                | bieg na 200 metrów      | eliminacje | 23,92   |
| 2022 | Igrzyska boliwaryjskie                      | Valledupar          | sztafeta 4 × 100 metrów | 2. miejsce | 44,57   |
| 2022 | Igrzyska boliwaryjskie                      | Valledupar          | sztafeta 4 × 400 metrów | 2. miejsce | 3:36,98 |
| 2022 | Igrzyska Ameryki Południowej                | Asunción            | sztafeta 4 × 100 metrów | 2. miejsce | 45,04   |
| 2023 | Mistrzostwa Ameryki Południowej             | São Paulo           | sztafeta 4 × 100 metrów | 3. miejsce | 44,40   |
| 2023 | Igrzyska panamerykańskie                    | Santiago            | bieg na 200 metrów      | eliminacje | 24,00   |
| 2023 | Igrzyska panamerykańskie                    | Santiago            | sztafeta 4 × 100 metrów | 2. miejsce | 44,19   |
| 2024 | Mistrzostwa ibero-amerykańskie              | Cuiabá              | sztafeta 4 × 100 metrów | 3. miejsce | 44,56   |
| 2025 | Mistrzostwa Ameryki Południowej             | Mar del Plata       | bieg na 200 metrów      | 7. miejsce | 23,59   |
| 2025 | Mistrzostwa Ameryki Południowej             | Mar del Plata       | sztafeta 4 × 100 metrów | –          | DNF     |
| 2025 | World Athletics Relays                      | Kanton              | sztafeta 4 × 100 metrów | repasaże   | 43,74   |

## Rekordy życiowe
- Bieg na 60 metrów – 7,29 (São Caetano do Sul, 2018) rekord Chile
- Bieg na 100 metrów – 11,19 (Cochabamba, 2018) rekord Chile
- Bieg na 200 metrów – 22,95 (Toronto, 2015)

W maju 2019 Jiménez była członkinią sztafety 4 × 400 metrów, która wynikiem 3:31,24 ustanowiła aktualny rekord kraju w tej konkurencji, natomiast w listopadzie 2023 roku była członkinią sztafety 4 × 100 metrów, która rezultatem 43,64 ustanowiła aktualny rekord kraju w tej konkurencji.